# Medialuna ancietae
Medialuna ancietae és una espècie de peix pertanyent a la família dels kifòsids.

## Descripció
- Pot arribar a fer 15 kg de pes.[4]

## Hàbitat
És un peix marí, demersal i de clima subtropical.

## Distribució geogràfica
Es troba al Pacífic sud-oriental: el Perú i Xile.

## Observacions
És inofensiu per als humans.